# Милош Димић
Милош Димић (Лесковац, 17. октобар 1989) српски је кошаркаш. Игра на позицији бека, а тренутно наступа за Борац Земун.

## Биографија
Професионалном кошарком почиње да се бави у екипи ФМП-а, у којој се задржао до 2012. године. Најзапаженије партије пружао је током Суперлиге Србије 2012, када је постао њен најкориснији играч и најбољи стрелац. У децембру 2012. прешао је у крагујевачки Раднички и са њима је провео наредне две сезоне. У децембру 2014. постао је члан Вршца и са њима остао до 26. марта 2015, када је прешао у Игокеу. Са екипом Игокее освојио је Првенство БИХ у сезони 2014/15. Игосе је напустио у децембру 2015, а већ у јануару 2016. је постао члан словачких Кошица, где се задржао до краја те сезоне. У сезони 2016/17. поново је био играч Вршца. Од јануара 2018. па до краја те сезоне је играо за чачански Борац. У сезони 2018/19. је био играч мађарског Кечкемекта, а од сезоне 2019/20. поново је био играч Вршца. Од краја септембра до 28. новембра 2022. био је играч Чачка 94.
Када је репрезентације Србије у питању, треба истаћи да је Милош Димић био део селекција које су на Летњој универзијади освојиле злато 2011. и бронзу 2013, а на Медитеранским играма 2013. сребро.

## Успеси

### Клупски
- Игокеа:
  - Првенство Босне и Херцеговине (1): 2014/15.

### Репрезентативни
- Универзијада:  2011,  2013.
- Медитеранске игре:  2013.

### Појединачни
- Најкориснији играч Суперлиге Србије (1): 2011/12.